# Буринский, Михаил Александрович
Михаил Александрович Буринский (1910—1984) — сотрудник советских органов государственной безопасности, полковник.

## Биография
Михаил Александрович Буринский родился в 1910 году в Киеве. В 1929 году окончил школу фабрично-заводского ученичества, после чего работал слесарем на Киевском паровозоремонтном заводе. В 1934 году окончил Институт народного хозяйства имени Г. В. Плеханова, в 1938 году — аспирантуру при нём же, параллельно с учёбой в аспирантуре преподавал в институте, был заместителем декана торгово-экономического факультета.
В апреле 1938 года Буринский поступил на службу в органы НКВД СССР, служил в различных отделах центрального аппарата. В 1939—1941 годах работал заместителем начальника Особого бюро при народном комиссаре внутренних дел СССР. Во время существования первого Народного комиссариата государственной безопасности СССР возглавлял 7-й отдел 1-го (разведывательного) Управления Наркомата, занимавшийся вопросами советских колоний за рубежом, выдачи виз, сбора информации, ведения оперативного учёта. Во время Великой Отечественной войны был оперативным работником в различных подразделениях НКВД-НКГБ и НКГБ СССР.
В мае 1945 года Буринский занял пост заместителя генерального директора Администрации помощи и восстановления Объединённых Наций. Вернувшись в СССР в октябре 1947 года, в течение года работал в Комитете информации при Совете Министров СССР. В 1948—1951 годах работал экспертом-консультантом экономического отдела Министерства иностранных дел СССР. В 1949 году заочно окончил Высшую дипломатическую школу. В 1951—1954 годах работал в Организации объединённых наций, был заместителем исполнительного секретаря Европейской экономической комиссии. В феврале 1954 года вернулся в СССР. Работал в Первом Главном Управлении Комитета государственной безопасности при Совете Министров СССР. В ноябре 1964 года в звании полковника вышел в отставку. Работал в Министерстве внешней торговли СССР. В январе 1976 года вышел на пенсию. Проживал в Москве. Умер в мае 1984 года.
Заслуженный работник НКВД СССР. Был также награждён орденом Красной Звезды и рядом медалей.